# Cherry Bomb
『Cherry Bomb』（チェリーボム）は、2017年6月14日にDreamusから発売された韓国のアイドルグループNCT 127の3枚目のミニ・アルバム。

## 概要
- ヒップホッププロデューサーDem JointzとSMエンタテインメント所属の作曲家DEEZがアルバム制作に参加している[4]。
- タイトル曲「Cherry Bomb」の振り付けはトニー・テスタが担当した[5]。
- 2017年6月14日、タイトル曲「Cherry Bomb」のミュージックビデオを公開した。
- 6月21日より、ダンス映像「DANCE PRACTICE VIDEO CHERRY ver.」と「DANCE PRACTICE VIDEO BOMB ver.」を公開した。
- 6月22日、タイトル曲「Cherry Bomb」がMnet『M COUNTDOWN』で1位を獲得し、NCT 127のデビュー以来初めての1位となった[6]。

## チャート成績・評価
韓国ガオンチャートで週間2位を獲得した。
米ビルボードワールドアルバムチャート（7月1日付）で2位、ワールドデジタルソングセールスチャートで3位を獲得した。
iTunes総合アルバムチャートで世界11の国と地域で1位を記録した。
タイトル曲「Cherry Bomb」は米ビルボードの「The Best K-pop Songs of 2017」に選定された。
タイトル曲「Cherry Bomb」は米音楽雑誌『ローリング・ストーン』誌の「K-POP史上最も偉大な100曲」で59位に選定された。

## 収録曲
1. Cherry Bomb [3:57]
  - 作詞 ：TAEYONG、MARK、딥플로우、임정효、오민주
  - 作曲 ：Dwayne Abernathy Jr.、Jennifer Decilveo、DEEZ、Jakob 'Jay' Mihoubi、Rudi 'Rudy' Daouk、Michael Woods、Kevin White、Andrew Bazzi、MZMC
  - 編曲 ：Dem Jointz、DEEZ、유영진

ヒップホップ・アーバンジャンルのタイトル曲。ポイントダンスには催眠をかけるようなジェスチャーや、マークを持ち上げるリフト、鷲の羽ばたきを連想させる振り付け、足を低い位置で少しずつ開いていくダンスなど多様な動作が盛り込まれている[10][11]。
歌詞には童謡「If You Are Happy and You Know It Clap Your Hands」の一節がサンプリングされている[12]。
2. Running 2 U [2:48]
  - 作詞 ：TAEYONG、MARK、제이큐(JQ)、김진
  - 作曲 ：Karl Powell、Harrison Johnson、Ryan Christian、Adrian Mckinnon、Tay Jasper、Otha 'Vakseen' Davis III、MZMC
  - 編曲 ：The Colleagues

R&Bとラップの調和が印象的なアーバンダンスジャンル曲[13]。
3. 0 Mile [3:24]
  - 作詞 ：TAEYONG、MARK、조윤경、CHO JINJOO、최소영、박용준
  - 作曲 ：Christian Fast、J-Son、Henrik Nordenback
  - 編曲 ：Christian Fast、Henrik Nordenback

歌詞には音楽を通じてならば物理的な距離が遠くても心理的な距離感は「ゼロマイル（0マイル）」に近づくことができるというメッセージが込められている[13]。
4. Sun & Moon [3:08]
  - 作詞 ：정주희 (Jam Factory)、1월 8일
  - 作曲 ：AFSHEEN、Josh Cumbee、Jai Waetford
  - 編曲 ：AFSHEEN、Josh Cumbee
5. Whiplash [3:22]
  - 作詞 ：TAEYONG、MARK、제이큐(JQ)、오느루、서출구
  - 作曲 ：Stereotypes、앤드류 최、220、MC Meta
  - 編曲 ：Stereotypes、220

愛する人に甘い言葉よりも素直な鞭が必要だというメッセージを盛り込んだヒップホップジャンルの楽曲[13]。
6. Summer 127 [3:38]
  - 作詞 ：TAEYONG、MARK、$un、배민수、시즈더데이 (seizetheday)、CiaNo (시아노)、김인형
  - 作曲 ：Hyuk Shin (153/Joombas)、Davey Nate、Devin Hoffman、Eric Scullin、Jass Reyes、Chek Parren
  - 編曲 ：Chek Parren

海に遊びに行くときめきとロマンを歌ったサマーソング[13]。
7. Cherry Bomb (Performance Ver.) [4:21]
  - 作詞 ：TAEYONG、MARK、딥플로우、임정효、오민주
  - 作曲 ：Dwayne Abernathy Jr.、Jennifer Decilveo、DEEZ、Jakob 'Jay' Mihoubi、Rudi 'Rudy' Daouk、Michael Woods、Kevin White、Andrew Bazzi、MZMC
  - 編曲 ：Dem Jointz、DEEZ、유영진